# Tupiperla illiesi
Tupiperla illiesi är en bäcksländeart som beskrevs av Froehlich 1998. Tupiperla illiesi ingår i släktet Tupiperla och familjen Gripopterygidae. Inga underarter finns listade i Catalogue of Life.